# 레온 마르트
레온 마르트(Léon Mart, 1914년 9월 18일 ~ 1984년 7월 14일)는 룩셈부르크의 전 축구 선수로 역대 룩셈부르크 국가대표 선수 가운데 제르송 로드리게스에 이어 2번째로 국제 A매치 최다 득점 기록을 보유하고 있다.

## 클럽 경력
마르트는 1932년 폴라 에슈 입단 이후 1946년 은퇴할 때까지 14년동안 한팀에서만 활동했다.

## 국가대표팀 경력
그는 룩셈부르크 축구 국가대표팀에서 중앙 공격수로서 1933년과 1946년 사이에 비공식 경기를 포함해 국제 경기 24경기에서 16골을 터뜨렸고 FIFA 월드컵 예선과 올림픽 축구에서도 각각 1번씩 뛰었던 적이 있다.